# Abel Martínez (político)
Abel Atahualpa Martínez Durán (Santiago de los Caballeros, Provincia de Santiago; 21 de abril de 1972) es un político, educador y abogado dominicano. Miembro del Comité Central y del Comité Político del Partido de la Liberación Dominicana. Fue Diputado al Congreso Nacional y se desempeñó como Presidente de la Cámara de Diputados de la República Dominicana en el período 2010-2016. Fue alcalde de la ciudad de Santiago de los Caballeros de 2016 a 2024.
Fue candidato a la presidencia de la República Dominicana por el Partido de la Liberación Dominicana (PLD), de cara a las elecciones del 19 de mayo de 2024.Desde su selección como candidato oficial del PLD, se ha mantenido en un tercer lugar detrás del ex presidente Leonel Fernández y el presidente incumbente Luis Abinader.

## Origen
Es el menor de los hijos de Ramón Martínez y Mélida Durán, nacido el 21 de abril de 1972, realizando sus estudios básicos en Hato Viejo, Monción, provincia Santiago Rodríguez.

## Formación
Realizó sus estudios medios y superiores en Santiago de los Caballeros, obteniendo el título de Licenciado en Derecho en la Pontificia Universidad Católica Madre y Maestra, en 1996; continuó realizando estudios especializados en áreas diversas de su profesión original, acreditándole la Pontificia Universidad Católica Madre y Maestra un Postgrado en Derecho Comercial y Societario en el año 1998.

## Labor Legislativa
En las elecciones congresuales de 2002 es electo Diputado al Congreso Nacional por la provincia de Santiago, y reelecto a la misma posición en 2006 y 2010 respectivamente.
Fue presidente de la Comisión de Justicia de la Cámara de Diputados y como diputado contribuyó a la aprobación de leyes innovadoras y garantes de los derechos fundamentales, como la elaboración y posterior aprobación de la Ley sobre recurso de Amparo (de su autoría), siendo ésta una de las más importantes legislaciones en materia de Derechos Humanos, ya que salvaguarda las garantías constitucionales del ciudadano; de ahí la inclusión del Amparo en la actual Constitución, proclamada el 26 de enero de 2010.

### Presidente de la Cámara de Diputados de la República Dominicana (2010)
Desde el 16 de agosto de 2010 ejerce la Presidencia de la Cámara de Diputados (el más joven de los titulares de Parlamento alguno en el hemisferio), donde ha sido refrendado por sus colegas en 2011, 2012, 2013, 2014 y 2015.
Durante su gestión como presidente de la Cámara de Diputados se aprobaron las siguientes leyes:
- Ley de Estrategia Nacional de Desarrollo[cita requerida]
- La Ley del Código Penal de la República Dominicana[cita requerida]
- Las modificaciones al Código del Menor[cita requerida]
- La ley del 911[cita requerida]

En su mandato también realizaron y aprobaron cambios en beneficio de las instituciones públicas y la población. Entre estos se encuentran:
- Fortalecimiento y mayor empoderamiento de la Oficina de Libre Acceso a la Información Pública
- Distintos mecanismos de información proactiva e interactiva como creación de perfiles en todas las redes sociales.
- Constante actualización, remozamiento y ampliación de contenidos en el portal institucional, y unificación del mismo con el Sistema de Información Legislativa (SIL) para facilitar su acceso
- Desarrollo de aplicaciones móviles
- Transmisión en vivo de las sesiones con posibilidad de visualización (incluso) desde celulares.

La Constitución Dominicana Infantil
Martínez participó en la Constitución Dominicana Infantil, una certera adecuación de la Carta Magna, para ser llevada a las emergentes generaciones, en un texto muy bien concebido, que mantiene el concepto de la norma suprema.
Ha promovido también la ratificación de trascendentes convenios internacionales relacionados al área de la Justicia.[cita requerida]